# Saint-Marcet
Saint-Marcet (okzitanisch Sent Marcèth) ist eine französische Gemeinde mit 370 Einwohnern (Stand: 1. Januar 2022) im Département Haute-Garonne in der Region Okzitanien; sie ist Teil des Arrondissements Saint-Gaudens und des Kantons Saint-Gaudens. Die Einwohner werden Saint-Marcetois genannt.

## Geografie
Saint-Marcet liegt in der historischen Provinz Comminges am Fuß der Pyrenäen, etwa 80 Kilometer südwestlich von Toulouse. Umgeben wird Saint-Marcet von den Nachbargemeinden Saint-Lary-Boujean im Norden, Cassagnabère-Tournas im Nordosten, Aulon im Osten, Latoue im Süden und Südosten, Larcan im Süden und Südwesten, Lalouret-Laffiteau im Westen und Südwesten sowie Cardeilhac im Westen.

## Bevölkerung
| Jahr      | 1962 | 1968 | 1975 | 1982 | 1990 | 1999 | 2006 | 2013 |
| --------- | ---- | ---- | ---- | ---- | ---- | ---- | ---- | ---- |
| Einwohner | 446  | 401  | 354  | 348  | 395  | 393  | 393  | 380  |

## Sehenswürdigkeiten
- Kirche Saint-Martin
- Burg aus dem 12. Jahrhundert
- Kommende des Tempelritterordens